# Trago
Il trago è una piccola prominenza cartilaginea di forma triangolare del padiglione auricolare situata sotto l'origine dell'elice, davanti alla conca e al condotto uditivo esterno. La sua funzione è nascondere e proteggere il condotto uditivo esterno. Poiché il trago è rivolto all'indietro, aiuta a raccogliere suoni provenienti dalle spalle. Questi suoni arrivano più in ritardo dei suoni provenienti dalla parte anteriore, aiutando il cervello a discriminare tra le fonti sonore anteriori e posteriori. Dalla sua superficie, specialmente nell'adulto e nell'anziano, prendono origine dei peli lunghi e rigidi detti "tragi". Il trago riceve innervazione dai nervi auricolari anteriori, rami del nervo auricolotemporale (ramo del tronco posteriore del nervo mandibolare).
Il nome "trago" viene comunemente attribuito anche al piercing applicato in quella zona.

## Altri animali
Il trago è una caratteristica chiave in molte specie di pipistrelli. Si tratta di un pezzo di pelle posto di fronte al canale uditivo, svolge un ruolo importante nel dirigere i suoni nell'orecchio e quindi nella localizzazione delle prede e la navigazione attraverso l'ecolocalizzazione. Il trago consente ai pipistrelli di ecolocare, cioè discriminare gli oggetti che li circondano e gli ostacoli nello spazio tridimensionale. Negli studi in cui il trago di alcuni individui è stato temporaneamente posto fuori dalla posizione normale, l'acuità di navigazione del pipistrello è diminuita di un quarto rispetto agli individui con tragi non modificati. Sulla base di questo studio, gli autori hanno concluso che la funzione del trago è quella di determinare la direzione di un bersaglio sul piano verticale. Tuttavia, non tutti i pipistrelli ecolocalici possiedono tragi. In alcune specie di pipistrelli il modo in cui il bordo inferiore esterno dell'orecchio si ripiega su se stesso funziona in modo simile al trago. Poiché il trago tende ad essere prominente nei pipistrelli, è una caratteristica importante nell'identificazione delle specie.